# Kurtia delosia
Kurtia delosia är en fjärilsart som beskrevs av William Schaus 1939. Kurtia delosia ingår i släktet Kurtia och familjen tandspinnare. Inga underarter finns listade i Catalogue of Life.